# خيسوس ريكاردو أنغولو
خيسوس ريكاردو أنغولو (بالإسبانية: Jesús Angulo)‏ هو لاعب كرة قدم مكسيكي، ولد في 20 فبراير 1997 في كولياكان في المكسيك. لعب مع دورادوس سينالوا.

## روابط خارجية
- خيسوس ريكاردو أنغولو على موقع إي إس بي إن إف سي (الإنجليزية)
- خيسوس ريكاردو أنغولو على موقع قاعدة بيانات كرة القدم.إي يو (الإنجليزية)
- خيسوس ريكاردو أنغولو على موقع ناشيونال فوتبول تيمز (الإنجليزية)
- خيسوس ريكاردو أنغولو على موقع Soccerway.com (الإنجليزية)
- خيسوس ريكاردو أنغولو على موقع عالم كرة القدم.نت (الإنجليزية)
- خيسوس ريكاردو أنغولو على موقع أوليمبيديا (الإنجليزية)
- خيسوس ريكاردو أنغولو على موقع AS.com (الإسبانية)